# Adolphe Retté
Adolphe Retté (25. července 1863 Paříž – 8. prosince 1930 Beaune) byl francouzský symbolistický básník a spisovatel; byl nějakou dobu stoupencem anarchismu, než se vrátil ke katolicismu.

## Životopis
Otec Auguste Retté (1816–1875) pocházel z protestantské rodiny z Montbéliard, matka Élise Borgnet (1831–1916) z katolické Ardeny. Jeho dědeček z matčiny strany, Adolphe Borgnet (1804–1875), byl rektor univerzity v Lutychu. Adolphe měl dvě sestry Marii (1857–1875) a Jeannu (1859).
Střední školu Cuvier College v Montbéliardu dokončil r. 1880. V letech 1881–1886 byl dobrovolníkem v armádě. V lednu 1887 přesídlil do Paříže a věnoval se literatuře.
V září 1888 se oženil se sestřenicí Marií Renozovou (1855–1890). Svou první sbírku Cloches en la nuit vydal v roce 1889, druhá sbírka Thulé des Brumes v roce 1891, se setkala s úspěchem. Mezitím byl přispěvatelem do La Cravache a sekretářem časopisu La Vogue. Útočil na románskou školu Moréase a Maurrase, která obhajovala návrat k poezii La Pléiade a blízké Félibrige.
Na konci roku 1893 se stal anarchistou, zaútočil na básníka Mallarmého v L'Ermitage (kde byl na začátku aktivním účastníkem) a na revui La Plume.
V roce 1894 se přestěhoval do Guermantes s Louise/Liane Rachel Fautras († 1901), se kterou se v té době oženil.
Jeho básnické umění se začalo měnit: lze ho považovat za předchůdce hnutí „naturismu“, které upřednostňovalo návrat k přírodě a oslavu každodenního života, k němuž patřili Saint-Georges de Bouhélier a Maurice Le Blond.
V roce 1906 se Retté vrátil ke katolicismu po pouti do Notre-Dame-de-Grâce (Argonne), jak vyprávěl v Du Diable à Dieu. Jeho psaní mělo být misionářské. Zřekl se svých předchozích děl, kromě díla Le Symbolisme a některých básní. Svůj život ukončil v Beaune v chudobě, na 4 Place Monge, nedaleko kláštera malých sester dominikánek, jeho ochránkyň. Byl pohřben na hřbitově Beaune.
Jeho archiv byl uložen v Městském archivu v Beaune.

## Dílo
- Cloches en la nuit, L. Vanier, Paris, 1889
- Thulé des Brumes, Bibliothèque artistique et littéraire, Paris, 1891
- Une belle dame passa, L. Vanier, Paris, 1893
- L'Archipel en fleurs, Bibliothèque artistique et littéraire, Paris, 1895
- Trois dialogues nocturnes, L. Vanier, Paris, 1895
- La Forêt bruissante, Bibliothèque artistique et littéraire, Paris, 1896
- Aspects, Bibliothèque artistique et littéraire, Paris, 1897
- XIII Idylles diaboliques, Bibliothèque artistique et littéraire, Paris, 1898
- Œuvres complètes, Bibliothèque artistique et littéraire, Paris, 2 volumes, 1898. [Contient: Poésie. I, Cloches dans la nuit. Une belle dame passa. 1887–1892. Prose. I, Rapports sexuels. Passantes. Paradoxe sur l'amour. Trois dialogues nocturnes. Un assassin.]
- Arabesques, Bibliothèque artistique et littéraire, Paris, 1899
- La Seule Nuit (roman), Bibliothèque artistique et littéraire, Paris, 1899
- Dans la Forêt, L. Vanier, Paris, 1903
- Mémoires de Diogène, E. Fasquelle, Paris, 1903
- Le Symbolisme, anecdotes et souvenirs, L. Vanier, Paris, 1903
- Du Diable à Dieu, histoire d'une conversion, A. Messein, Paris, 1907
- Au pays des lys noirs, souvenirs de jeunesse et d'âge mûr, P. Téqui, Paris, 1913
- Une privilégiée de la Sainte Vierge, Louise Ripas, Bloud & Gay, Paris, 1922
- Léon Bloy, essai de critique préalable, Bloud & Gay, Paris, 1923
- La Maison en ordre, comment un révolutionnaire devint royaliste, Nouvelle librairie nationale, Paris, 1923
- Le Règne de la bête, A. Messein, Paris, 1924
- La Basse-cour d'Apollon, mœurs littéraires, A. Messein, Paris, 1926
- Jusqu'à la fin du monde, A. Messein, Paris, 1926
- Un séjour à Lourdes, journal d'un pèlerinage à pied, L. Vanier / A. Messein, Paris, 1926
- Le Voyageur étonné, souvenirs de guerre, de littérature et de vie intérieure, A. Messein, Paris, 1928
- Oraisons du Silence, Petit essai de vie intérieure offert aux malades du corps et aux éprouvés de l'âme, A. Messein, Paris, 1930
- Réflexion sur l'anarchie, Promenades subversives, Groupe de propagande par la brochure, Paris, 1932
- En attendant la fin, A. Messein, Paris, 1933
- Sainte Marguerite-Marie, A. Messein, Paris, 1936

### V češtině
- Volnost, rovnost, bratrství – přeložil Stanislav K. Neumann. Praha: vlastním nákladem, 1889
- Vrah – úvod František Sekanina; př. Arnošt Procházka; in: 1000 nejkrásnějších novel... č. 53. Praha: J. R. Vilímek, 1913